# Санатана Госвами
Сана́тана Госва́ми (IAST: Sanātana Gosvāmī, 1488—1558) — индуистский кришнаитский богослов и святой, один из ближайших сподвижников основоположника гаудия-вайшнавизма Чайтаньи Махапрабху. Санатана Госвами является автором ряда важных философских и богословских трудов, и, наряду со своим младшим братом Рупой Госвами, был наиболее уважаемым и влиятельным в группе шести гаудия-вайшнавских святых, известных как вриндаванские госвами. С литературным вкладом Санатаны Госвами в сампрадае гаудия-вайшнавов может сравниться лишь вклад Рупы Госвами и Рагхунатхи Дасы Госвами. Наиболее важные его работы: «Хари-бхакти-виласа», «Брихад-бхагаватамрита», «Дашама-типпани» (комментарий на «Бхагавата-пурану», известный также как «Брихад-вайшнава-тошани») и «Дашама-чарита». В гаудия-вайшнавизме, Санатана Госвами считается ачарьей самбандха-джнаны, или знания о истинных взаимоотношениях души с Кришной. Санатана Госвами также известен тем, что установил во Вриндаване мурти Маданамохана.

## Жизнеописание

### Семья и родословная
Джива Госвами, в конце своего комментария на «Бхагавата-пурану» «Лагху-вайшнава-тошани», приводит историю рода Санатаны Госвами, которая прослеживается до XIV века, когда в Карнатаке жил уважаемый учёный брахмана и раджа Сарвагья. Он был яджур-ведическим брахманом и принадлежал к династии, берущей начало от мудреца Бхарадваджи. Сарвагья был очень образован и прославился как «джагад-гуру», или «учитель мира». У него был сын Анируддха, который также получил известность за свою учёность. В 1416 году Анируддха стал раджей южноиндийского княжества. У него было две жены, каждая из которых родила ему по одному сыну, Рупешвару и Харихару. Рупешвара был большим учёным во всех разделах священных писаний, а его брат Харихара был особо сведущ в текстах, касающихся царской политики и военного дела. После смерти своего отца, братья поделили княжество между собой. Вскоре, однако, Харихара силой отобрал у своего брата его земли и Рупешвара, вместе со своей женой покинул Карнатаку и обосновался в Паурастье, где их приютил местный раджа Шри Шекхарешвара. Там у Рупешвары родился сын Падманабха, который стал великим пандитом в области ведических писаний. Падманабха перебрался в Бенгалию и поселился в городе Найхати, на берегу Ганги. У него было восемнадцать дочерей и пятеро сыновей. Все его сыновья также были знатоками писаний. Звали их Пурушоттама, Джаганнатха, Нараяна, Мурари и Мукунда. У младшего сына, Мукунды, родился сын по имени Кумарадева, у которого было много детей. Когда в Найхати произошли индо-мусульманские столкновения, Кумарадева переехал в провинцию Джессор, в область, граничащую с Баклачандрадвипой в Восточной Бенгалии (ныне Бангладеш). Большинство исследователей считает, что Кумарадева жил в том месте, где сейчас стоит деревня Прембагх, которая расположена неподалёку от Рамсхары. У Кумарадевы и его жены Реватидеви было шесть детей, трое из них — Сантоша, Амара и Валлабха — стали выдающимися вайшнавами, известными под именами Санатана, Рупа и Анупама.

### Детские годы
Санатана родился в 1488 году в бенгальской деревне в провинции Джессор. Он был старшим братом Рупы и Анупамы. Санатана, Рупа и Анупама — это имена, которые им дал Чайтанья Махапрабху. В некоторых источниках утверждается, что при рождении родители дали Санатане имя Сантоша, Рупе — Амара, а Анупаме — Валлабха. Все три брата с раннего детства очень любили играть в лесах, окружавших их родительский дом. Там, среди деревьев тамала, кели-кадамба и туласи, они воспроизводили лилы Кришны, дав лесным прудам имена священных озёр во Вриндаване, — Радха-кунда и Шьяма-кунда. Таким образом, братья были постоянно погружены в памятование о Кришне и его играх.
С детства Сантоша начал изучать логику, философию, риторику и «Бхагавата-пурану». После смерти Кумарадевы, братья переехали жить в дом своего дяди по матери в Сакурме, недалеко от тогдашней столицы Бенгалии. Там они продолжили своё образование. Они обучались ньяе и веданте у известного учёного Сарвабхаумы Бхаттачарьи и у его брата Мадхусуданы Видьявачаспати, который стал духовным учителем Сантоши. Они также выучили санскрит, арабский и персидский. Санскритом они овладели под руководством Видьявачаспати, а персидскому и арабскому их научил Сьед Факир-уд-Дин, — известный учёный и землевладелец из Сантаграма.

### Поступление на службу в правительство Хуссейн Шаха
В то время Бенгалией, Бихаром и бо́льшей частью Ориссы правил Алауддин Хуссейн Шах (1493—1519). У него был советник, которого почитали за то, что он был способен видеть будущее. Однажды Хуссейн Шах спросил его, какие шаги необходимо предпринять для обеспечения процветания царства. Советник сказал, что в Бенгалии живут два молодых брахмана по имени Амара и Сантоша, которые несмотря на свой молодой возраст уже прославились своей мудростью, эрудицией и возвышенными качествами. Если Хуссейн Шах назначит их своими министрами, то процветание его царству обеспечено. Хуссейн Шах подумал, что если он заставит служить себе этих уважаемых и популярных в народе брахманов, то обретёт большой авторитет среди своих поданных. Он немедля вызвал Сантошу и Амару к себе на аудиенцию и предложил им посты в правительстве Бенгалии. По свидетельству «Бхакти-ратнакары», Хуссейн Шах пригрозил братьям изгнанием и физической расправой, в случае если они откажутся служить ему. Он также пригрозил излить свой гнев на всё брахманическое сообщество Бенгалии. Опасаясь, что Хуссейн Шах приведёт свою угрозу в исполнение, Сантоша и Амара приняли его предложение. В «Бхакти-ратнакаре» говорится, что они пошли на этот шаг не ради личной выгоды или опасения за свою жизнь, но ради того, чтобы уберечь вайшнавов Бенгалии от возможных преследований со стороны мусульман.
В те времена многие индусы служили мусульманским правителям. В гаудия-вайшнавских текстах упоминаются и другие вайшнавы, состоявшие на службе в правительстве Хуссейн Шаха: Кешава Васу Кхан служил у Шаха городским магистром; Гопинатха Васу и Пурандара Кхан служили министрами; Мукунда Кавираджа был врачом; Кешава Чхатри — дипломатом и советником.
Сантоша был назначен личным секретарём Хуссейн Шаха, получив титул «Сакара Маллик». Амара занял должность главного казначея, «Дабир Кхаса». Маллик значит «господин», это был титул, которым мусульмане часто награждали членов уважаемых и богатых семей, у которых были тесные связи с правительством. Валлабха исполнял обязанности управляющего царского монетного двора. Все три брата очень успешно справлялись со своими обязанностями, получали от Шаха за свою службу большое жалованье и скоро нажили огромное богатство. Согласно индуистским обычаям того времени, если человек общался с мусульманами, он считался осквернённым и более не принадлежал к варне брахманов. Таким образом, согласившись служить мусульманскому правителю, Сантоша и Амара потеряли своё возвышенное положение в бенгальском брахманском сообществе.

### Жизнь в Рамакели и создание Гупта-Вриндаваны
Поступив на службу к Хуссейн Шаху, Сантоша, Амара и Валлабха поселились в округе Малда, в городе Рамакели, который в то время был столицей Бенгалии. В те времена, в Рамакели жило много известных вайшнавских деятелей, включая сына Адвайты Ачарьи Нрисимху. Там Сантошу и Амару регулярно посещали многие известные учёные и брахманы. Они приходили не только из соседнего Навадвипа и Бенгалии, но и из-за её пределов, в частности из Карнатаки. Среди из этих пандитов были также учителя Сантоши и Амары: Видьявачаспати и его брат Сарвабхаума Бхаттачарья.
Используя своё огромное состояние, нажитое на службе у Хуссейн Шаха, Сантоша, Амара и Валлабха создали в Рамакели парк «Гупта-Вриндавана» («скрытую Вриндавану») — копию деревни Вриндавана, в которой Кришна провёл свои детские игры во время своего земного воплощения. Посреди красивых садов Гупта-Вриндаваны находились копии священных озёр Радхи и Кришны — Радха-кунды и Шьяма-кунды. В Гупта-Вриндаване Сантоша и Амара проводили много времени, обсуждая духовные игры Кришны и тем самым облегчая себе тяготы государственной службы.

### Изучение «Бхагавата-пураны» и переписка с Чайтаньей
Однажды во сне к Сантоше явился незнакомый брахман и дал ему рукопись «Бхагавата-пураны». Взяв её в руки, Сантоша испытал невыразимый божественный экстаз, от которого волосы у него на теле встали дыбом. На этом сон оборвался. На следующее утро Сантоша как всегда совершил омовение и начал проводить утреннюю пуджу. В это время к нему подошёл брахман с «Бхагавата-пураной» в руках и объявил, что если Сантоша будет постоянно изучать «Бхагаватам», то очень скоро достигнет духовного совершенства. Передав книгу Сантоше, брахман удалился. С этого дня Сантоша отложил в сторону все другие писания и сосредоточился на изучении «Бхагавата-пураны». Со слезами экстаза он регулярно декламировал «Бхагавата-пурану» для всех, кто желал его слушать. Позже он писал в своём труде «Кришна-лила-става»:
О святая «Бхагавата», только ты сейчас со мной, ты мой единственный друг и мой гуру. Ты — моё величайшее сокровище, мой спаситель, ты символ моей величайшей удачи, настоящее воплощение моего экстаза. Я в почтении склоняюсь перед тобой.
Вскоре Сантоша и Амара услышали об удивительных деяниях Чайтаньи в близлежащем Навадвипе и загорелись желанием встретится с ним. Но к их великому огорчению, Чайтанья в это время принял санньясу и отправился в Пури. Подавленные горем, они услышали божественный голос, который призвал их не беспокоится и пообещал им, что Чайтанья очень скоро вернётся назад в Бенгалию. Регулярно они писали Чайтанье письма, прося его милости и высказывая желание посвятить свои жизни служению ему.

### Прибытие Чайтаньи в Рамакели
В 1514 году, проведя пять лет в Пури, Чайтанья, желая опять увидеть Гангу и навестить свою мать, вернулся в Навадвипу. Описывается, что радость местных вайшнавов не знала границ. Чайтанья остановился на несколько дней в доме Адвайты Ачарьи в Шантипуре, а затем продолжил свой путь в Рамакели. В «Чайтанья-чаритамрите» описывается, как тысячи людей сопровождали Чайтанью во время его путешествия. Где бы он ни появлялся, толпы людей приходили посмотреть на него. Говорится, что при виде Чайтаньи, все немедленно становились счастливыми. В тех местах, где Чайтанья касался земли своими стопами, люди тут же приходили и собирали пыль. Желающих получить пыль со стоп Чайтаньи было настолько много, что на дороге оставалось множество ям.
Вскоре Чайтанья прибыл в Рамакели, где начал проводить санкиртану — публичное воспевание святых имён Кришны. При этом Чайтанья по многу часов танцевал и иногда, приходя в экстаз от любви к Кришне, падал в обморок. Бесчисленное множество людей приходило отовсюду посмотреть на него. Когда мусульманский правитель Бенгалии услышал, что Чайтанья привлёк неисчислимое количество людей, он очень изумился. Его заинтересовала личность Чайтаньи и он стал расспрашивать о нём Сантошу и Амару. Они ответили, что так как он был царём и следовательно представителем Бога, то должен был сам знать, лучше чем кто бы то ни было, кто такой Чайтанья. После этого мусульманский царь предположил, что такой человек, за которым следует столько людей, должен быть пророком. Он приказал судье не причинять Чайтанье каких-либо беспокойств и позволить ему делать всё, что он пожелает.

### Первая встреча Санатаны и Рупы с Чайтаньей
После прибытия в Рамакели, Чайтанья вместе со своими самыми близкими спутниками остановился отдохнуть под деревом на берегу Ганги. Ночью туда пришли Сантоша и Амара, о прибытии которых Чайтанье доложили Нитьянанда и Харидаса Тхакур. Находясь на службе у мусульман, Сантоша и Амара решили пойти к Чайтанье глубокой ночью, чтобы остаться неузнанными. В знак величайшего смирения, они взяли в зубы по соломинке и, обвязав шею тканью, распростёрлись перед Чайтаньей. При виде Чайтаньи, они преисполнились радости и начали плакать. Чайтанья попросил их подняться и благословил их. Они встали и смиренно вознесли молитвы со сложенными руками. Они представились как люди самого низкого класса, находящиеся на службе у мусульман-мясоедов и попросили Чайтанью пролить на них свою милость. Продолжая молить Чайтанью, Сантоша и Амара сказали, что никто во вселенной не в силах освободить их. Только Чайтанья был способен сделать это, так как его миссией было освобождение самых падших душ. Они сравнили себя с Джагаем и Мадхаем, предположив, что если Чайтанья освободит таких великих грешников, как они, то слава о его милости непременно разлетится по всему миру.
Выслушав их молитвы, Чайтанья объявил, что оба они жизнь за жизнью были его верными слугами и отныне их будут звать Санатана и Рупа. Он сказал, что целью его прихода в Бенгалию была именно встреча с ними. Чайтанья заверил Санатану и Рупу, что их мирскому служению в правительстве Хуссейна Шаха скоро придёт конец и повелел им возвращаться домой и не беспокоиться о своём будущем. Затем Чайтанья благословил их, положив им руки на головы, после чего Санатана и Рупа коснулись своими головами его стоп. При виде этого, все присутствовавшие там вайшнавы обрадовались и начали петь киртан. Там было много ближайших сподвижников Чайтаньи, в том числе Нитьянанда, Харидаса Тхакур, Шриваса Тхакур, Гададхара, Мукунда, Джагадананда, Мурари Гупта и Вакрешвара Пандит. Затем, по указанию Чайтаньи, Рупа и Санатана коснулись стоп каждого из этих вайшнавов, которые поздравили двух братьев с тем, что они обрели милость Чайтаньи. После этого Чайтанья обнял Санатану и Рупу и обратился ко всем присутствующим с просьбой благословить их.
Санатана и Рупа были озабочены намерением Чайтаньи продолжить свой путь во Вриндавану. Они предостерегли Чайтанью, сказав, что Хуссейн Шах, при всей его внешней почтительности, очень заботится о сохранении своего политического господства и потому способен причинить вред такому влиятельному проповеднику, как Чайтанья. Если Хуссейн Шах узнает о том, что два его близких подданных собираются оставить государственную службу и присоединится к Чайтанье, гневу его не будет границ. Когда этот аргумент не возымел действия, Рупа и Санатана напомнили Чайтанье о вайшнавском этикете, согласно которому санньяси не следовало появляться в святом месте, подобном Вриндавану, в сопровождении большого количества людей. Этот последний довод убедил Чайтанью и вместо того, чтобы идти во Вриндавану, он решил вернулся в Пури. Спустя несколько месяцев, Чайтанья всё же совершил паломничество во Вриндавану, добравшись туда без всяких происшествий.

### Оставление государственной службы и путешествие в Варанаси
После встречи с Чайтаньей, Санатана, Рупа и Валлабха (которого Чайтанья нарёк именем «Анупама») начали поклоняться божествам Радха-мадана-мохана в Рамакели. Они более не желали продолжать служить мусульманскому правителю. Вскоре Рупа, отдав бо́льшую часть своего богатства местным вайшнавам и своей семье, отрёкся от мира и ушёл жить во Вриндавану. Санатана хотел немедленно последовать за своим братом, но его связывали обязательства, данные Хуссейн Шаху. Санатана послал Шаху уведомление о болезни, а сам в это время остался дома и изучал «Шримад-Бхагаватам» в обществе других вайшнавов. Когда Хуссейн Шах узнал об этом от придворного лекаря, он немедленно отправился к Санатане и велел ему сопровождать его в военном походе на Ориссу. Когда Санатана отказался, Хуссейн Шах приказал заключить его в тюрьму. Покидая дом, Рупа написал Санатане записку, сообщая ему о большой сумме денег, которую он оставил у местного лавочника. Санатана воспользовался этими деньгами и подкупил тюремщика, выйдя таким образом на свободу.
После этого Санатана направился в Варанаси, желая встретится там с Чайтаньей Махапрабху. Сопровождал его слуга по имени Ишана. По пути они остановились на ночлег на постоялом дворе, хозяин которого был предводителем местных бандитов. Разведав, что у Ишаны было несколько золотых монет, он задумал убить своих постояльцев и завладеть их деньгами. Санатане показалось подозрительным, что хозяин был с ними чрезмерно ласков и любезен. Расспросив Ишану, Санатана узнал о припрятанных им золотых монетах. Тогда он забрал деньги у своего слуги и отдал их хозяину постоялого двора, попросив его провести их через джунгли. Тот согласился и провёл их через горы Хазипура, которые сейчас называются Хазарибаг. По пути Санатане повстречался его зять Шриканта, который предложил ему путешествовать вместе. Санатана отказался, но, прежде чем расстаться, принял от него в подарок дорогую шерстяную накидку.

### Получение философских наставлений от Чайтаньи в Варанаси
Добравшись до Варанаси, Санатана встретился с Чайтаньей в доме Чандрашекхары. Чайтанья велел ему сбрить бороду и длинные волосы. Санатана обрился и облачился в платье нищенствующего монаха, бабаджи, приняв старые одежды от Тапана Мишры. Когда Санатана узнал, что Чайтанья не одобряет, когда бабаджи носит дорогую шерстяную накидку, он поменял её на старую и порванную у одного бедного брахмана, которого встретил на берегу Ганги. Чайтанья остался доволен смирением и покорностью Санатаны и начал давать ему философские наставления.
Чайтанья подробно рассказал Санатане о положении дживы в материальном мире и о изначальной природе дживы как вечной служанки Кришны. Он объяснил три вида энергии Кришны — антаранга-шакти, бахиранга-шакти и татастха-шакти; описал относительное положение кармы, джнаны и бхакти; показал, что основной целью всех ведических писаний является Кришна и служение ему. Тогда же Чайтанья описал изначальное положение Кришны как верховной ипостаси Бога. Он обсудил все формы и качества Кришны, а также различные виды его аватар. Он рассказал о духовных мирах Голоке и Вайкунтхе и описал богатства Нараяны на Вайкунтхе и красоту Кришны во Вриндаване. Чайтанья и Санатана также обсудили иллюзию Брахмы. После этого Чайтанья описал средства достижения Кришна-премы, чистой любви к Богу. Он рассказал о двух видах джив и объяснил, что карма, джнана и йога бесполезны без бхакти. Он объяснил шесть видов бхакти и показал бесполезность варнашрамы без Кришны. Он говорил о божественной милости Кришны и объяснил, как Кришна является в качестве дикша-гуру, шикша-гуру и чхайтья-гуру, чтобы даровать просветление предавшимся душам. Он объяснил развитие веры, три категории бхакт, двадцать шесть качеств чистого вайшнава и три характерные черты истинного вайшнава. Чайтанья указал на доброту как на первое качество вайшнавов и привёл примеры Харидаса Тхакура и Васудева Датты. Чайтанья объяснил, что общение с садху обязательно, чтобы получить Кришна-бхакти и Кришна-прему, в то время как плохое общение наносит вред развитию любви к Кришне. Они обсудили, что означает бхакти и самоотречение, а также качества освобождённой дживы. Тогда же Чайтанья рассказал о двух ступенях садхана-бхакти: вайдхи-садхана-бхакти и рагануга-садхана-бхакти. Он описал шестьдесят четыре аспекта садхана-бхакти, выделив пять наиболее важных: общение с преданными, повторение святого имени, слушание «Шримад-Бхагаватам», поклонение мурти и жизнь в святом месте. Они также обсудили девять различных методов бхакти-йоги и бхакт, достигших совершенства с помощью каждого из них. После этого Чайтанья объяснил внутреннее и внешнее развитие рагануга-садхана-бхакти, бхава-бхакти и према-бхакти вместе с девятью ступенями садханы, качества бхава-бхакты и качества према-бхакты. Потом Чайтанья объяснил шестьдесят четыре качества Кришны, а также значение истинного отречения и ложного. Он подчеркнул важность общения со святыми личностями и в качестве примера рассказал историю о Нараде и охотнике. Чайтанья объяснил всецело духовное положение Кришны, природу дживы, природу бхакти и высочайшее совершенство — чистую любовь к Богу, прему. Он также дал шестьдесят одно различное толкование стиха «атмарама» из «Шримад-Бхагаватам».
Просветив Санатану касательно всех истин бхакти, Чайтанья Махапрабху повелел ему писать книги о бхакти-йоге, установить должные занятия и нормы поведения для вайшнавов, устанавливать мурти и рассказать о надлежащих правилах поклонения им, а также отыскать забытые святые места паломничества во Вриндаване, связанные с играми Радхи и Кришны.

### Путешествие во Вриндавану и Пури
После встречи с Чайтаньей Махапрабху и получения наставлений, составивших основу написанных им впоследствии богословских трудов, Санатана отправился во Вриндавану, а затем — в Пури. По пути в Ориссу он прошёл через джунгли Джхарикханда, где подхватил кожную болезнь. По прибытии в Пури обрадованный Чайтанья обнял Санатану, но Санатана посчитал, что нанёс Чайтанье тяжёлое оскорбление, позволив ему прикоснуться к своему больному телу. Придя в отчаяние от этой мысли, Санатана решил покончить с собой, бросившись под колесницу Джаганнатхи во время Ратха-ятры, но Чайтанья убедил его не совершать такого безрассудного поступка. Позже Санатана встретил Харидасу Тхакура и узнал от него о смерти своего брата Анупамы.
В «Чайтанья-чаритамрите» рассказывается как, живя в Пури, Санатана вознёс хвалу Харидасу Тхакуре. Когда Джагадананда Пандит предложил Санатане уйти во Вриндавану, Чайтанья не одобрил этого и прославив возвышенные качества Санатаны Госвами, велел ему остаться в Пури на один год. Позже, когда Джагадананда Пандит отправился во Вриндавану, Чайтанья отдал его в подчинение Санатане Госвами.
Однажды, Джагадананда Пандит очень разгневался на Санатану за то, что тот носил красный тюрбан, подаренный не Чайтаньей, а другим санньяси. Однако, увидев глубочайшую преданность Санатаны, он успокоился. В то же самое время Санатана Госвами объявил, что красная одежда не подходит для вайшнавского санньяси, поскольку её носят майявади — последователи школы Шанкары. С того времени, из уважения к словам Санатаны Госвами, гаудия-вайшнавские санньяси носят одежду только шафранового цвета.

### Последний период жизни во Вриндаване
Санатана Госвами прибыл во Вриндавану в 1515 году, где немедленно присоединился к своему брату Рупе Госвами. Оба они остались там до конца своих дней, выполняя наставления Чайтаньи Махапрабху. Их жизнь во Вриндаване была описана Кришнадасой Кавираджей в «Чайтанья-чаритамрите». Он пишет, что Санатана и Рупа полностью отреклись от физических удовольствий. У них не было постоянного места жительства — жили они под деревьями, проводя одну ночь под одним деревом, а следующую — под другим. Ели они только сухари и жареные орехи, которые им жертвовали жители Вриндаваны. Одевались они в рваные одеяла, а с собой носили лишь сосуды для воды. Практически двадцать четыре часа в сутки они были заняты воспеванием имён Кришны, обсуждением его игр и написанием трудов по гаудия-вайшнавскому богословию. Часто они испытывали духовный экстаз и танцевали, ликуя от радости. Спали они обычно всего по полтора часа в сутки, а в некоторые дни — не спали вообще.

#### Явление божества Мадана-мохана и основание храма
Помимо прочих наставлений, Чайтанья велел Санатане устроить поклонение мурти Кришны. В «Бхакти-ратнакаре» рассказывается, как Санатана Госвами, находясь во Вриндаване, начал поклоняться божеству Мадана-мохана.
Санатана Госвами соорудил себе соломенную хижину в Махаване, рядом с местом во Вриндаване, где родился Кришна. Там он совершал свой ежедневный бхаджан. Однажды, выйдя на улицу просить милостыню, он набрёл на маленькую деревеньку на берегу Ямуны, где в это время играла группа мальчиков-пастушков. Один из мальчиков, отличавшийся необыкновенной красотой, подошёл к Санатане и попросил забрать его с собой. В ответ Санатана сказал, что он будет не в состоянии прокормить ребёнка, так как его ежедневный рацион состоял из небольшого количества риса и чапати. Тогда мальчик объявил, что он не против питаться очень простой и скудной пищей, но Санатана, желая отвязаться от него, наказал ему вернуться к своим родителям. Убедившись, что мальчик отправился домой, Санатана продолжил собирать милостыню.
Ночью этот мальчик явился ему во сне. Смеясь, он взял Санатану Госвами за руку и сообщил ему, что он был не простым мальчиком, а самим Кришной и пообещал навестить его на следующий день. После этого Кришна исчез, и Санатана проснулся. Описывается, что его переполнял такой экстаз, что казалось, будто душа вылетает из тела. Санатана подумал о том, что никогда не видел столь красивого мальчика. В мыслях он не прекращал думать о нём. Когда он открыл дверь своего бхаджан-кутира, то обнаружил на пороге изумительное мурти Мадана-мохана. Божество было необыкновенной красоты и сияние от него расходилось во все стороны. После этого Санатана Госвами начал поклонение мурти с обряда абхишеки. Когда Рупа Госвами увидел это божество, он немедля послал с гонцом весть о случившемся Чайтанье Махапрабху в Пури.
Санатана служил божеству Мадана-мохана в своей соломенной хижине. Собирая весь день милостыню, он возвращался домой под вечер и предлагал божеству несколько сухих чапати. Иногда он также готовил к ним овощные блюда, никогда не добавляя в них ни масла, ни соли. Чаще всего он предлагал только чапати и очень печалился из-за этого, что был не в состоянии поклоняться божеству должным образом. На это у него просто не было денег, так как всё своё время он посвящал выполнению наказа Чайтаньи — написанию книг по кришнаитскому богословию. Для своего поддержания он должен был по нескольку часов в день собирать милостыню. Кришна, пребывая в сердцах всех живых существ как Параматма, знал, что Санатана хотел служить ему со всей роскошью и великолепием, но был не в состоянии совершать подобное служение.
В то время один богатый торговец солью из варны кшатриев по имени Капур направлялся в Матхуру по своим делам. Его большое, нагруженное солью судно спускалось по Ямуне и наскочило на песчаную отмель около Вриндавана. Продолжать путь стало невозможно, и Капур начал думать о том, как выбраться из этого положения. От местных жителей он узнал, что во Вриндаване живёт великий садху, который может помочь, и что зовут его Санатана Госвами. Когда Капур пришёл к Санатане, тот сидел в своей хижине в одной набедренной повязке и что-то писал. Он был очень худым, так как аскезы и отречение совсем истощили его тело. Санатана предложил гостю присесть на циновку и купец начал молить Санатану о милости. Он рассказал о том, как его судно налетело на мель в Ямуне и он никак не мог его сдвинуть с места. Санатана смиренно ответил, что будучи простым нищим, он ничего в этом не смыслит и никак не может помочь купцу в его беде. После этого Санатана посоветовал ему помолиться о помощи божеству Мадана-мохана. Капур предложил поклоны Мадана-мохану и в молитве пообещал, что если тот прольёт на него свою милость и снимет судно с мели, то всю прибыль от продажи груза он отдаст на служение ему. Вознеся свои молитвы, Капур удалился.
Ночью нагрянула сильная буря, с неба хлынул ливень и уровень воды в Ямуне поднялся. Судно Капура сошло с мели и продолжило свой путь вниз по реке. Капур расценил случившееся как милость Мадана-мохана. Со своего груза он получил огромную прибыль и пожертвовал её на постройку роскошного храма. При храме он соорудил склад для съестных припасов. С этого времени Мадана-мохану служили по-царски, а Санатана Госвами принял Капура в ученики, дав ему имя Кришна Даса.

#### Чёрная коса Радхи
В «Бхакти-ратнакаре» описывается, что однажды Санатана Госвами пошёл на Радха-кунду повидать Рупу Госвами и Рагхунатху Дасу Госвами. Между ними завязалась беседа о Кришне. Незадолго перед этим, Рупа Госвами написал для Радхи стотрам под названием «Чату-пушпанджали» («Предложение четырёх цветков»). Санатана Госвами прочитал стихи, и один из них его особенно поразил:
О Вриндаванешвари! Я с почтением склоняюсь перед тобой. Поскольку цветом твоё лицо подобно расплавленному золоту, ты известна под именем Гауранги. Твоё платье прекрасно, как синий лотос. Твоя длинна коса напоминает чёрного змея, украшенного бриллиантами.
Прочитав строку «Твоя длинна коса напоминает чёрного змея…», Санатана Госвами выразил свои сомнения в разумности и логичности употребления метафоры, в которой волосы Радхи сравнивались со змеёй.
В тот же день Санатана Госвами отправился принять омовение в Радха-кунде. Купаясь, он увидел, что на небольшом расстоянии от кунды под деревьями играют несколько мальчиков и девочек гопи. Посмотрев в их сторону, он заметил, что за головой у одной из девочек была длинная, чёрная коса. Санатана Госвами принял её за смертоносного змея, раскачивающегося туда-сюда, как перед нападением. Он громко закричал, желая предупредить девочку об опасности. Девочка была поглощена играми со своими подружками и не услышала предостерегающих криков. Тогда Санатана побежал к ней и увидел, что девушка была не кто иная, как сама Радха. Тогда опешивший Санатана понял логику метафоры Рупы Госвами.

#### Кришна приносит молоко Санатане
В «Бхакти-ратнакаре» рассказывается, как однажды Санатана Госвами сидел в одиночестве в лесу на берегу Павана-саровары, совершая там свой бхаджан. В течение многих дней он постился, не принимая ни пищи, ни воды. Беспокоясь за него, Кришна в облике пастушка, пришёл к Санатане и принёс ему кувшин с молоком. Кришна объявил, что его послали другие пастухи, прослышавшие о санньясине, который вот уже долгое время ничего не ел. Передав молоко Санатане, мальчик удалился, пообещав вернуться за кувшином на следующий день. Размышляя над случившимся, Санатана Госвами понял, что этот мальчик был самим Кришной. С этого дня Санатана питался, принимая немного пищи от разных жителей Вриндавана. Со временем обитатели Вриндавана построили ему хижину, которая стала его бхаджан-кутиром.

#### Радха и сладкий рис
В «Бхакти-ратнакаре» рассказывается, как однажды Рупа Госвами захотел приготовить для Санатаны Госвами сладкий рис, но у него в кутире не было необходимых продуктов. Тогда Радха в облике юной девушки-пастушки гопи принесла Рупе Госвами молоко, рис и сахар — все ингредиенты, необходимые для приготовления сладкого риса. Девушка сказала, что хотела помочь святому санньясину, сделав это пожертвование. Рупа Госвами с благодарностью принял её подношение, после чего девушка удалилась. Рупа Госвами немедля приготовил сладкий рис и предложил его своему божеству Говиндадеве. Вскоре к нему в гости пришёл Санатана Госвами. Отведав приготовленного Рупой Госвами сладкого риса, он почувствовал необычное чувство радости и восторга. Рупа Госвами рассказал ему, что все необходимые ингредиенты для приготовления прасада принесла какая-то незнакомая девушка-пастушка. Когда Санатана Госвами услышал об этом, из его глаз потекли слёзы и он начал сетовать, что так как эта девушка была самой Радхой, то приняв от неё служение, они оба погубили себя. Долгое время Санатана Госвами продолжал проклинать себя таким образом за то, что он принял служение от той, служить которой он хотел больше всего на свете.

#### Обретение Говардхана-шилы
Также в «Бхакти-ратнакаре» повествуется о том, что каждый день Санатана Госвами совершал многокилометровую парикраму вокруг холма Говардхана. После того, как он состарился, ему было всё тяжелее и тяжелее это делать. Кришна почувствовал сострадание к Санатане и решил как-то ему помочь. Однажды он пришёл к нему в облике деревенского мальчика-пастушка и попросил его прекратить обходить Говардхану, так как это была непосильная для старика аскеза. В ответ Санатана сказал, что это был один из главных принципов его бхаджана, которого он должен был неукоснительно придерживаться. Тогда Кришна подарил ему Говардхана-шилу с отпечатком собственной стопы, и сказал, что если Санатана будет обходить эту Говардхана-шилу 4 раза, то он не нарушит свой обет и получит тот же результат, что и от совершения парикрамы вокруг самого холма Говардхана. В этот момент Санатана Госвами понял, что этот мальчик был самим Кришной. С этого дня он ежедневно обходил подаренную ему Кришной Говардхана-шилу.

## Основные труды Санатаны Госвами

### «Хари-бхакти-виласа»
В числе важных книг, написанных Санатаной Госвами, — «Хари-бхакти-виласа», в которой рассказывается об обязанностях и надлежащем поведении вайшнавов.

### «Брихад-бхагаватамрита»
В число наиболее важных трудов Санатаны Госвами входит «Брихад-бхагаватамрита». В то время как в «Хари-бхакти-виласе» изложены наставления о вайшнавском поведении и ритуалах, полученные Санатаной Госвами от Чайтаньи, в «Брихад-бхагаватамрите» проводится анализ учения Чайтаньи в онтологическом и метафизическом ракурсе.